# Fabrizio Buschiazzo
Fabrizio Buschiazzo, vollständiger Name Fabrizio Buschiazzo Morel, (* 7. Juli 1996 in Juan Lacaze) ist ein uruguayischer Fußballspieler.

## Karriere

### Verein
Der 1,89 Meter große Defensivakteur Buschiazzo gehört mindestens seit 2013 der Jugendabteilung des uruguayischen Erstligisten Club Atlético Peñarol und spätestens seit der Saison 2014/15 dem erweiterten Kader der Profimannschaft an. Er debütierte im Profiteam bei der 2:0-Auswärtsniederlage bei Atlético Nacional unter Trainer Jorge da Silva am 9. März 2016 mit einem Startelfeinsatz im Rahmen der Copa Libertadores 2016 in einem Pflichtspiel der Profimannschaft. Insgesamt kam er in diesem Wettbewerb zu drei Einsätzen (kein Tor). In der Primera División kam er erstmals am 20. März 2016 beim 1:0-Auswärtssieg über den Racing Club de Montevideo nicht zum Einsatz. Dies blieb in der Liga sein einziger Saisoneinsatz bei den "Aurinegros", mit denen er in jener Spielzeit den Landesmeistertitel gewann. Mitte Juli 2016 wurde er an Defensa y Justicia ausgeliehen. Bei den Argentiniern lief er bislang (Stand: 5. August 2017) jeweils einmal (kein Tor) in der Liga und in der Copa Argentina auf.

### Nationalmannschaft
Buschiazzo war Mitglied der U-15 Uruguays. Er debütierte am 29. Mai 2012 unter Trainer Fabián Coito beim 1:1-Unentschieden gegen Paraguay in der uruguayischen U-17-Nationalmannschaft. Er nahm mit der U-17-Auswahl an der U-17-Südamerikameisterschaft 2013 in Argentinien teil. Mit der Mannschaft belegte er den vierten Turnierrang. Noch vor der anschließenden Weltmeisterschaft standen für ihn 31 U-17-Länderspieleinsätze und vier Tore zu Buche. Im Oktober 2013 war er Teil des uruguayischen Aufgebots bei der U-17-Weltmeisterschaft 2013 in den Vereinigten Arabischen Emiraten. Dort erreichte er mit der Mannschaft das Viertelfinale. Er kam in fünf WM-Begegnungen zum Einsatz. Ein Tor erzielte er nicht. Während des Turniers war er zudem Mannschaftskapitän der "Celeste".
Buschiazzo ist mindestens seit März 2014 Mitglied der ebenfalls von Trainer Fabián Coito betreuten uruguayischen U-20-Nationalmannschaft. Am 15. April 2014 stand er beim 3:0-Sieg über Chile in der Startelf. Überdies wurde er in den Länderspielen am 22. Mai 2014 und am 12. Juni 2014 jeweils gegen Paraguay sowie in den Partien gegen Peru am 4. August 2014 und 6. August 2014 eingesetzt.

### Erfolge
- Uruguayischer Meister: 2015/16